# 余聯沅
余联沅（1844年—1901年），字搢珊，一作晋珊，湖北孝感县人，晚清政治人物。庚子拳亂、八國聯軍時，余聯沅作為署浙江巡撫，邀約各國駐上海領事商訂東南互保。

## 簡介
咸丰十一年（1861年）中举人。同治四年（1865年）捐纳内阁中书。同治七年（1868年），考授军机章京。光绪三年（1877年）中式丁丑科王仁堪榜一甲第二名进士（榜眼）。授翰林院编修。
光绪十四年（1888年），补河南道监察御史。后转四川道监察御史。光绪十九年（1893年），升为礼科给事中，改吏科。光緒二十一年（1895年）补福建鹽法道。光绪二十四年（1898年），署福建按察使，次年署布政使。次年任江蘇上海道。
光緒二十六年（1900年），升江西按察使，改湖南布政使，署浙江巡抚。6月26日，余联沅与各国驻沪领事制定《东南保护约款》。次年卒。光绪二十八年（1902年），光绪帝恩准在上海为其建专祠，按巡抚待遇抚恤。